# Saint-Jacques-de-la-Lande
Saint-Jacques-de-la-Lande är en kommun i departementet Ille-et-Vilaine i regionen Bretagne i nordvästra Frankrike. Kommunen ligger i kantonen Rennes-Sud-Ouest som tillhör arrondissementet Rennes. År 2022 hade Saint-Jacques-de-la-Lande 13 593 invånare.

## Befolkningsutveckling
Antalet invånare i kommunen Saint-Jacques-de-la-Lande
Referens:INSEE